# Calliphora tasmaniae
Calliphora tasmaniae är en tvåvingeart som beskrevs av Hiromu Kurahashi 1971. Calliphora tasmaniae ingår i släktet Calliphora och familjen spyflugor. Inga underarter finns listade i Catalogue of Life.